# 尹多勳
尹多勳（韓語：윤다훈，1964年12月30日—），韓國男演員。

## 家庭
育有2個女兒，大女兒南慶敏曾演出過《學校2013》。

## 影視作品

### 電視劇

#### 1990年代
- 1996年：KBS《初戀》
- 1996年：KBS《project》
- 1996年：KBS《新娘的房間》
- 1997年：SBS《因為愛你》
- 1997年：KBS2《婚紗（朝鲜语：웨딩드레스 (드라마)）》
- 1998年：KBS《給你幸福》

#### 2000年代
- 2000年：MBC《白夜3.98》
- 2001年：SBS《守護天使》飾演 江世憲
- 2002年：KBS《吾愛是誰》
- 2003年：SBS《警察》
- 2005年：MBC《我們結婚吧》飾演 鄭宰元
- 2005年：KBS《別擔心》
- 2006年：SBS《回來吧順愛》飾演 尹逸錫
- 2006年：tvN《色慾都會》飾演 崔鎮尚
- 2008年：SBS《愛子的姐姐敏子》
- 2009年：SBS《相愛不易》飾演 李秀南
- 2009年：tvN《三男子》

#### 2010年代
- 2010年：SBS《人生多美麗》飾演 梁炳杰
- 2011年：MBC《不屈的兒媳婦》飾演 金洪玖
- 2011年：MBC《階伯》飾演 得該
- 2012年：TV朝鮮《爸爸對不起》飾演 榮勳
- 2012年：MBC《不能沒有你的生活》飾演 金豐奉
- 2012年：JTBC《無子無懮》飾演 安熙奎
- 2012年：TV朝鮮《人生逆轉》飾演 崔科長
- 2013年：KBS《最佳李純信》飾演 黃一道
- 2014年：MBN《天國的眼淚》飾演 陳賢太
- 2015年：MBC《不屈的車女士》飾演 吳達九
- 2015年：Mnet《七顛八起具海拉》飾演 皇帝國
- 2015年：SBS《我的心一閃一閃》飾演 表成宙
- 2015年：KBS《奇怪的兒媳》
- 2016年：MBC《家和萬事成》飾演 奉三錫
- 2016年：SBS《嫉妒的化身》飾演 李中信
- 2016年：KBS《天上的約定》飾演 李基滿
- 2017年：SBS《師任堂，光的日記》飾演 李元秀
- 2018年：SBS《皇后的品格》飾演 吳金模
- 2018年：KBS《我們遇見的奇蹟》飾 徐敏俊（特別演出）
- 2019年：SBS《VAGABOND》飾演 審判長 (客串)
- 2019年：MBC《有瑕疵的人們》飾演 姜友福

#### 2020年代
- 2021年：《愛的麻花》飾演 吳光男
- 2024年：KBS1《幸運的我們》飾演 陳長壽

### 電影
- 1990年：《處刑警察》
- 1994年：《流氓課程3》
- 1994年：《男人市場》
- 1994年：《鼻血》
- 1994年：《Copy》
- 1994年：《咖啡》
- 1995年：《爸爸的保鑣》
- 1997年：《Sky Doctor》
- 2000年：《Jakarta》
- 2000年：《英雄本色》
- 2001年：《苦海》
- 2002年：《夢中人》
- 2002年：《家庭》
- 2003年：《銀妝刀》
- 2007年：《無法阻擋的婚姻》